# 心計
《心計》是一部美國罪案調查電視劇，自2008年9月23日在美國哥倫比亞廣播公司首播到2015年2月18日，已播出7季共151集，由布魯諾·海勒開發製作，同時他也是執行製片人。

## 背景
西蒙·貝克（Simon Baker）飾演真柏齊（Patrick Jane），一名受僱於加州調查局（California Bureau of Investigation，CBI）之獨立顧問。他利用出色的觀察技巧（如讀心術），成功偵破多宗大案。他過去經常使用所謂的心靈感應，曾假裝擁有通靈能力的靈媒而成名。派屈克·簡在一電視節目透露使用心靈感應協助警方調查連環殺手「紅至尊」（Red John），他的妻女因而被其殺害。在自責之下，他放棄作為騙人的靈媒，成為警方顧問。

## 角色
| 演員                          | 角色                  | 粵語配音 (TVB)                                                | 季度 | 季度 | 季度 | 季度 | 季度 | 季度 | 季度 | 演出 集數 |
| 演員                          | 角色                  | 粵語配音 (TVB)                                                | 1    | 2    | 3    | 4    | 5    | 6    | 7    | 演出 集數 |
| ----------------------------- | --------------------- | ------------------------------------------------------------- | ---- | ---- | ---- | ---- | ---- | ---- | ---- | --------- |
| 西蒙·貝克 Simon Baker         | 真柏齊 Patrick Jane   | 翟耀輝(S.1-3) 潘文柏(S.4-6) N/A(S.7)                          | 主演 | 主演 | 主演 | 主演 | 主演 | 主演 | 主演 | 151       |
| 羅賓·東尼 Robin Tunney        | 利千穎 Teresa Lisbon  | 曾佩儀(S.1-6) N/A(S.7)                                        | 主演 | 主演 | 主演 | 主演 | 主演 | 主演 | 主演 | 151       |
| 康一芽 Tim Kang               | 曹金保 Kimball Cho    | 陳廷軒(S.1-6) N/A(S.7) 李致林(代配) 劉奕希(代配) 黃啟昌(代配) | 主演 | 主演 | 主演 | 主演 | 主演 | 主演 | 主演 | 151       |
| 歐文·約曼 Owain Yeoman        | 榮威 Wayne Rigsby     | 葉振聲(S.1-6) N/A(S.7) 梁志達(代配) 李錦綸(代配)              | 主演 | 主演 | 主演 | 主演 | 主演 | 主演 | 客串 | 130       |
| 艾曼達·瑞傑蒂 Amanda Righetti | 王佳倩 Grace Van Pelt | 林芷筠(S.1-6) N/A(S.7) 黃瑩瑩(代配)                           | 主演 | 主演 | 主演 | 主演 | 主演 | 主演 | 客串 | 126       |
| 洛克蒙·鄧巴 Rockmond Dunbar   | 顏丹彌 Dennis Abbott  | 朱子聰(S.6) N/A(S.7)                                          |      |      |      |      |      | 主演 | 主演 | 29        |
| 艾米莉·斯沃洛 Emily Swallow   | 傅潔雯 Kim Fischer    | 黃玉娟                                                        |      |      |      |      |      | 主演 |      | 14        |
| 喬·阿德勒 Joe Adler           | 懷志新 Jason Wylie    | 陳灝瑋(S.6) N/A(S.7)                                          |      |      |      |      |      | 常規 | 主演 | 26        |
| 喬西·羅蘭 Josie Loren         | 韋敏思 Michelle Vega  | N/A                                                           |      |      |      |      |      |      | 主演 | 10        |

- 真柏齊 Patrick Jane（西蒙·貝克飾演）

本劇主角，偵探及精神論者，之前以靈媒為生。紅至尊謀殺了他的妻子和女兒以報復柏齊的嘲笑。其後，柏齊承認他是騙子並且成為加利福尼亞调查局的警察顧問。雖則他是位怪人，但擁有非常高的洞察力，以發現幫助解決調查的情况。儘管才華橫溢，但是經常是神氣十足，愛開玩笑和討厭權勢，但所有特徵使他贏得每一個同事的友誼。然而，他在關於紅至尊的事情上顯示了更加陰險的一面，亦會變得強烈、專注，甚至不惜犧牲任何事物，包括他的生活，只為求捉住紅至尊。
- 利千穎 Teresa Lisbon（英语：Teresa Lisbon）（羅賓·東尼 飾演）

加州調查局一名組長。雖然柏齊的異常行為和過去經常使她困惱，她把他視作隊中一名無價的成員，並且支持他一些異常的理論。 她的母親在酒後駕車事故喪生，留下她照顧她的兄弟和她酗酒的父親。 她也是柏齊信任與知道他過去的唯一的成員。儘管柏齊的態度經常引起她的執行和法律上的問題，但他們仍合作得不錯。她的小隊負責紅至尊的案件，直到Sam Bosco成為連續罪行部門的指揮及接收紅至尊案件的責任。Bosco是她剛成為特工時的輔導者，亦約會過一段長時間。
- 曹金保 （康一芽 飾演）

加州調查局探員。經常被刻畫成柏齊的得力助手，他似乎是最接近柏齊的人，常請求他幫助發現證據，但經常懊惱柏齊不告訴他關於證據的習性。他缺乏幽默感，可能是組中最現實的人，也經常被柏齊戲弄。在加入CBI之前他在少管所工作。
- 榮威 （歐文·約曼 飾演）

加州調查局探員，縱火案專家。他對Grace有强烈好感，造成他過分保護她。雖然經常懊惱Patrick的行事方式，但他是柏齊的好朋友。他與Cho友情深厚。
- 王佳倩 （Amanda Righetti 飾演）

加州調查局新成員。深信宗教及靈媒之說。在小組中算是非常嚴密、有組織力和有些神經過敏的人。
- 顏丹彌(Dennis Abbott)﹙Rockmond Dunbar（英语：Rockmond Dunbar）飾演﹚

德州奧斯汀聯邦調查局高級探員，於第6季登場。
- 傅潔心(Kim Fisher)﹙Emily Swallow（英语：Emily Swallow）飾演﹚

德州奧斯汀聯邦調查局探員，於第6季登場，但於第7季中被調往維珍尼亞州分局。
- 懷志新(Jason Wylie)﹙喬·阿德勒飾演﹚

德州奧斯汀聯邦調查局內的科技分析員，於第6季登場。
- 韋敏思(Michelle Vega)﹙Josie Loren（英语：Josie Loren）飾演﹚

德州奧斯汀聯邦調查局的新晉探員，於第7季登場，於第10集中殉職。
- 紅至尊 Red John/麥台銘警長Thomas McAllister（山德·貝克利 飾演）（香港粵語配音陳曙光→盧國權→陳欣→陳永信）

連環殺手，已於第6季第8集死亡。

## 琐事
关于加州調查局
现实生活中的加州調查局（CBI）於该电视剧播出前已不存在，加州調查局与另一加州执法机构于2007年合併为加州调查及情报局（California Bureau of Investigation and Intelligence (BII) ）。
关于爱车
超感神探（The Mentalist）系列电视剧中，Patrick Jane驾驶着一辆蛋壳蓝色的雪铁龙DS21帕拉斯以向神探科伦坡（Columbo）系列致敬，Lt. Columbo在该剧中拥有标致403。

## 收視率
5th'
  星期日下午十時
  2012年9月30日

| 季度 | 播放時間       | 首播          | 結束          | 年度      | 排名 | 觀眾(百萬) |
| ---- | -------------- | ------------- | ------------- | --------- | ---- | ---------- |
| 1st  | 星期二下午九時 | 2008年9月23日 | 2009年5月19日 | 2008–2009 | #6   | 17.47      |
| 2nd  | 星期四下午十時 | 2009年9月24日 | 2010年5月20日 | 2009–2010 | #10  | 15.37      |
| 3rd  | 星期四下午十時 | 2010年9月24日 | 2011年5月19日 | 2010-2011 | #9   | 15.24      |
| 4th  | 星期四下午十時 | 2011年9月22日 | 2012年5月17日 | 2011-2012 |      |            |

## 外部連結
- 官方網站 （页面存档备份，存于） CBS.com
- 互联网电影数据库（IMDb）上《心計第一季》的资料（英文）
- 互联网电影数据库（IMDb）上《心計第二季》的资料（英文）
- 互联网电影数据库（IMDb）上《心計第三季》的资料（英文）
- 互联网电影数据库（IMDb）上《心計第四季》的资料（英文）
- 互联网电影数据库（IMDb）上《心計第五季》的资料（英文）
- 互联网电影数据库（IMDb）上《心計第六季》的资料（英文）
- 互联网电影数据库（IMDb）上《心計第七季》的资料（英文）

## 節目變遷
| 香港無綫電視明珠台 星期三 22:35-23:30                     | 香港無綫電視明珠台 星期三 22:35-23:30      | 香港無綫電視明珠台 星期三 22:35-23:30                     |
| --------------------------------------------------------- | ------------------------------------------ | --------------------------------------------------------- |
|                                                           | 心計（第一季） （2009.07.15 - 2009.12.16） |                                                           |
| F檔案（第一季） （2009.03.04 - 2009.07.08）               | 醫神（第四季） （2009.12.23 - 2010.04.21） |                                                           |
| 星期三 22:35-23:30 2月9日暫停播映                         |                                            |                                                           |
| F檔案（第二季） （2010.05.19 - 2010.10.20）               | 心計（第二季） （2010.10.27 - 2011.04.06） | 血洗白教堂（第二季） （2011.04.13 - 2011.04.27）          |
| 星期一 22:35-23:30                                        |                                            |                                                           |
| 醫神（第五季） （2011.03.07 - 2011.08.15）                | 心計（第三季） （2011.08.22 - 2012.01.30） | 醫神（第六季）（22:40-23:40） （2012.03.05 - 2012.07.23） |
| 星期一 22:35-23:30 8月13日及20日 22:40-23:40              |                                            |                                                           |
| 醫神（第六季）（22:40-23:40） （2012.03.05 - 2012.07.23） | 心計（第四季） （2012.08.13 - 2013.01.21） | 醫神（第七季）（22:40-23:40） （2013.01.28 - 2013.07.15） |
| 星期一 22:35-23:30 9月2日及9日 22:50-23:45                |                                            |                                                           |
| 醫神（第七季）（22:40-23:40） （2013.01.28 - 2013.07.15） | 心計（第五季） （2013.07.22 - 2013.12.16） | 醫神（第八季） （2013.12.23 - 2014.06.02）                |
| 星期三 22:35/22:40-23:30/23:35 2月11日 暫停播映           |                                            |                                                           |
| 天幕圍城（第一季） （2014.07.16 - 2014.10.08）            | 心計（第六季） （2014.10.15 - 2015.03.18） | 血變（第一季） （2015.03.25 - 2015.06.17）                |
| 星期四 22:40-23:35                                        |                                            |                                                           |
| 法網危情（第一季） （2015.04.30 - 2015.08.06）            | 心計（第七季） （2015.08.13 - 2015.11.05） | 聖經：公元後的故事 （2015.11.12 - 2016.02.04）            |